# Tadzikowa
Tadzikowa – skała we wsi Trzebniów, w województwie śląskim, w powiecie myszkowskim, w gminie Niegowa. Znajduje się na północnym stoku wzniesienia Bukowie. Pod względem geograficznym jest to obszar Wyżyny Częstochowskiej. Jest trudna do odszukania, gdyż nie prowadzi do niej żadna ścieżka. 
Tadzikowa znajduje się w lesie. Jest to wapienna skała o wysokości 18 m i pionowych ścianach. Uprawiana jest na niej wspinaczka skalna. W 2014 r. poprowadzono na niej 11 dróg wspinaczkowych o trudności od VI do VI.3+ w skali Kurtyki. Na dziesięciu zamontowano stałe punkty asekuracyjne: spity (s), pętle (p) i stanowiska zjazdowe (st), tylko na jednej wspinaczka tradycyjna (trad).
Tadzikowa I
1. Przebieżka; 3s + st, V+, 15 m

Tadzikowa II

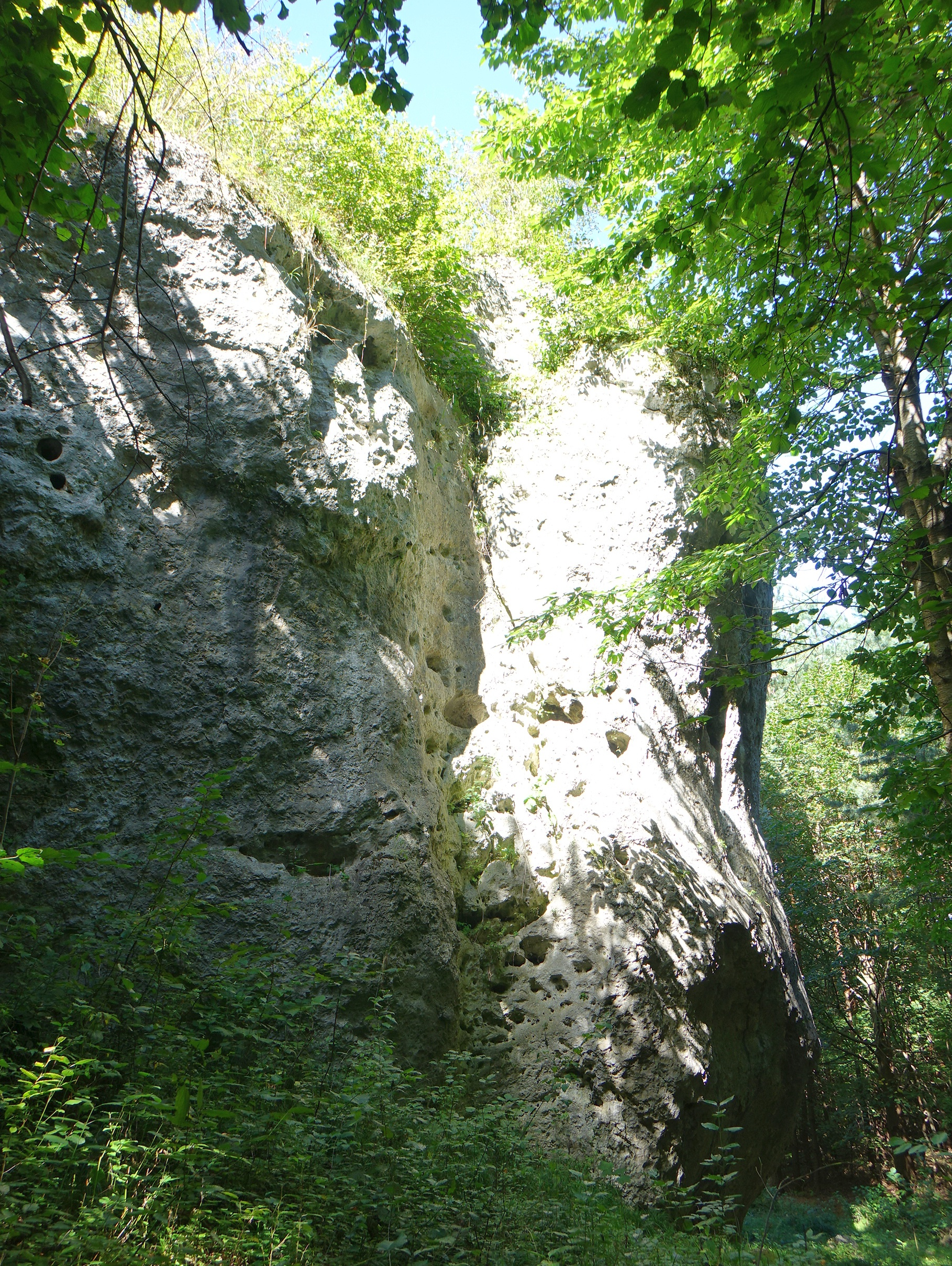
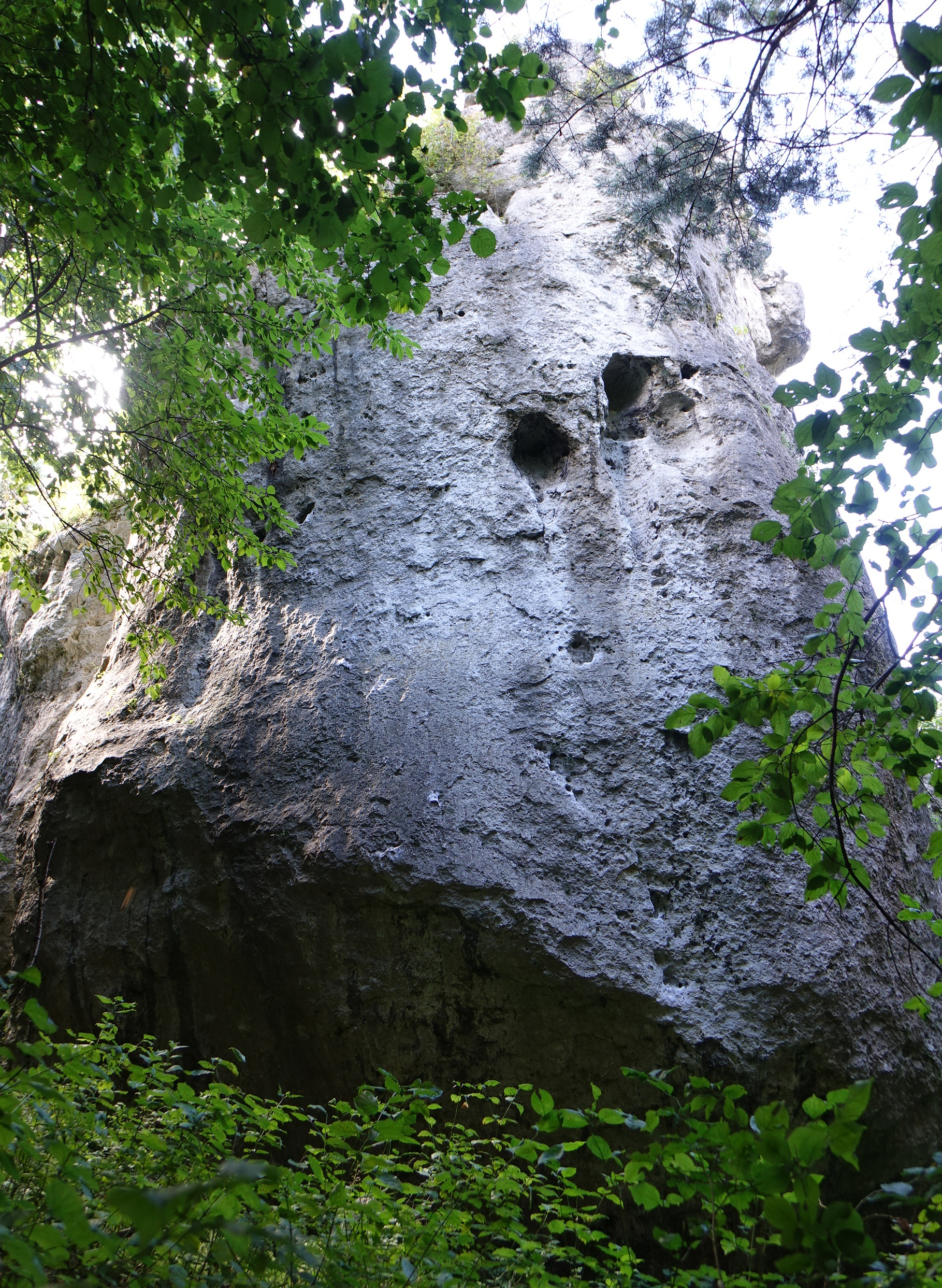
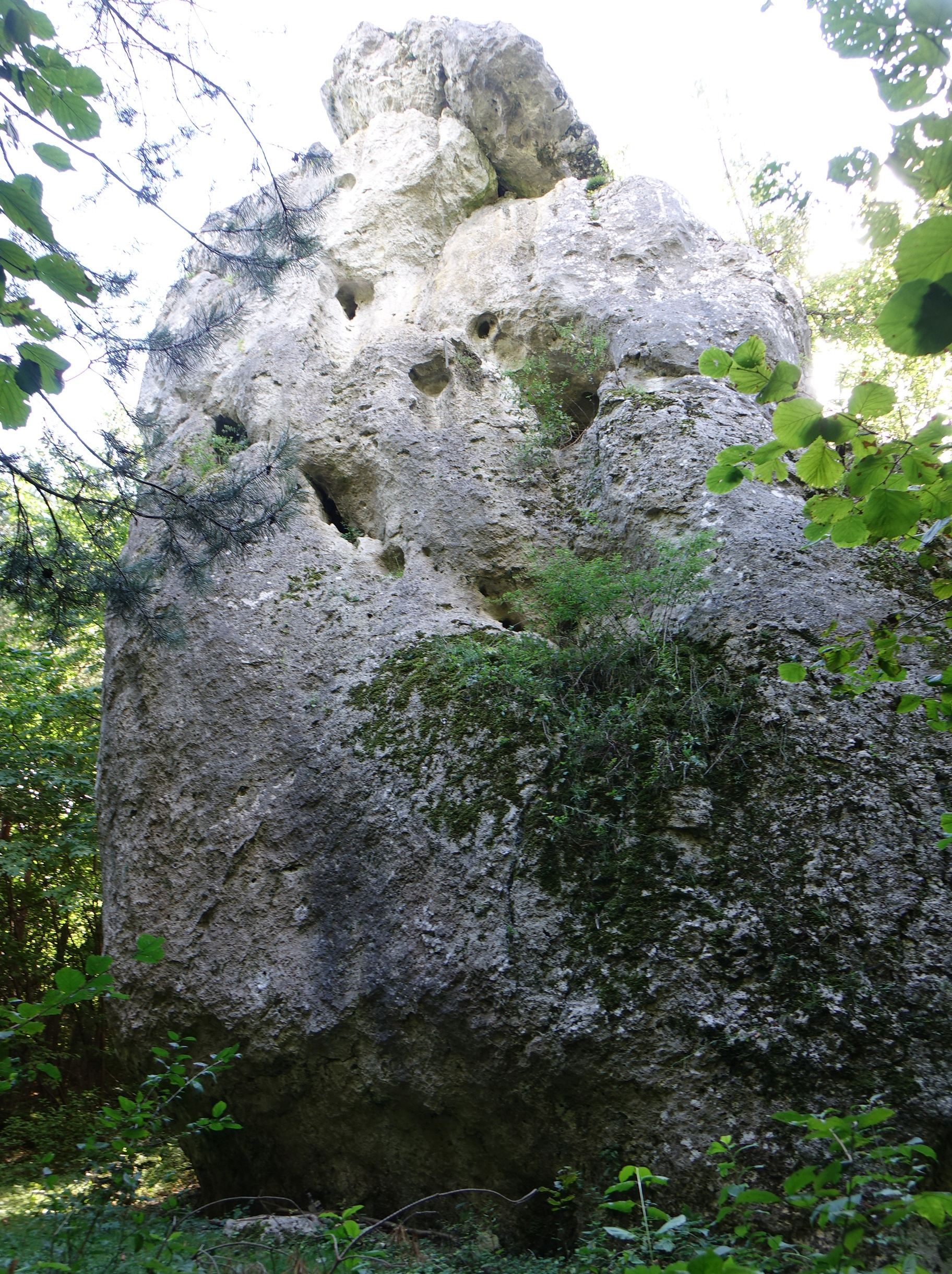
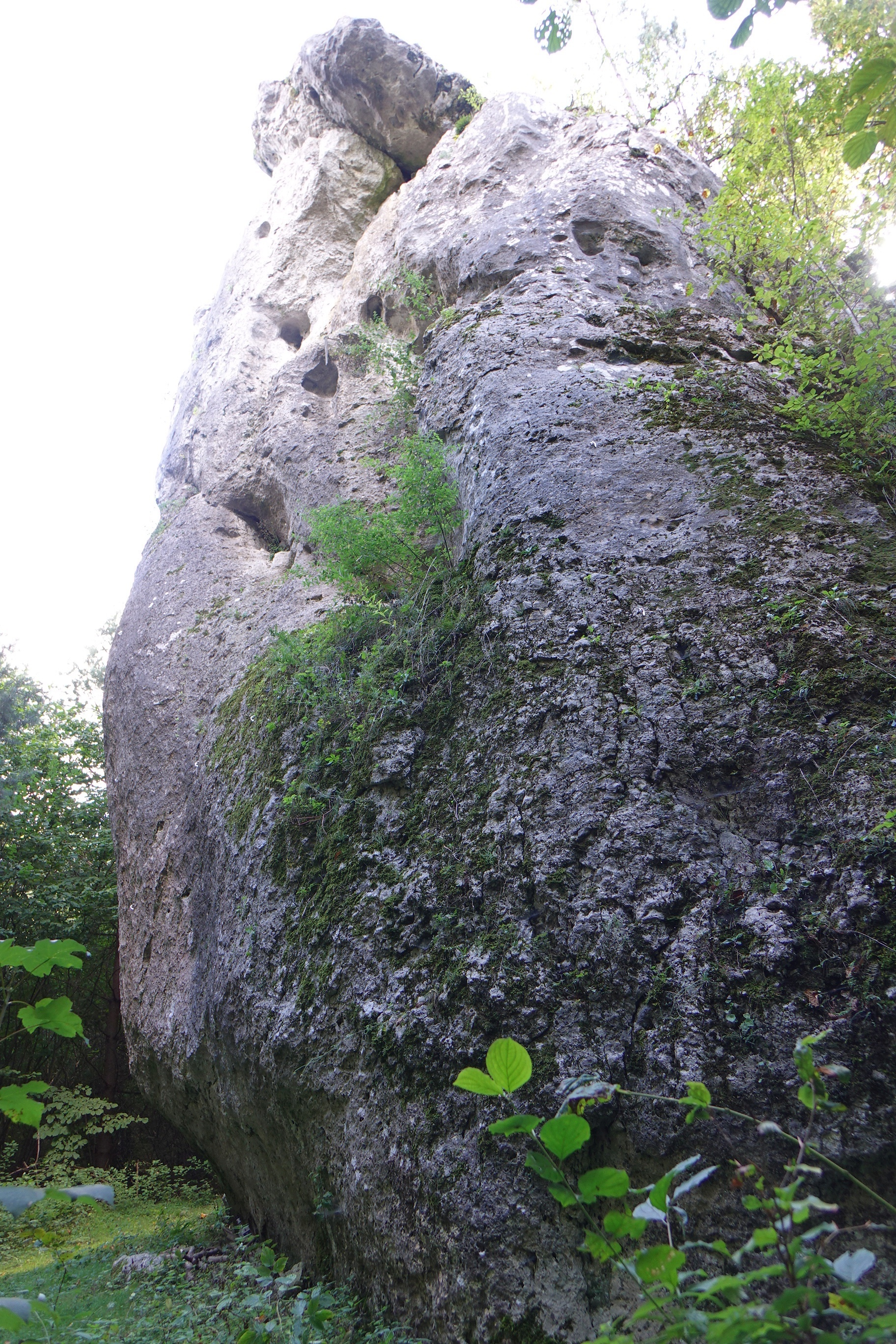

1. Depresja emerytalna; st, IV+, 17 m
2. 50-plus; 1s + 2p + st, VI, 17 m
3. Trans Amazonia; 3s + 1p + st, VI.1, 17 m

Tadzikowa III
1. Wieszczę kleszcze; 4s + st, VI.3, 17 m
2. Rajd Azorów; 5s + st, VI.2, 18 m

Tadzikowa IV
1. Ma czar karma; 5s + st, VI.4, 18 m
2. Stalinogród direct; 5s + st, VI.3, 18 m
3. Stalinogród; 5s + st, VI.1+, 18 m
4. Maczeta; st, VI, 18 m, trad
5. Yogi bubu; 4s + st, VI+, 16 m[4].